# Bukovyna Airlines
Bukovyna  Airlines (voorheen Bukovyna Aviation Enterprise) is een Oekraïense luchtvaartmaatschappij met haar thuisbasis in Chernovtsy.

## Geschiedenis
Bukovyna Aviation Enterprise werd opgericht in 1992 als Chernovtsy Aviation Enterprise als opvolger van Aeroflots Chernovtsy-divisie. In 1999 werd de naam Bukovyna Aviation Enterprise ingevoerd. De huidige naam is Bukovyna Airlines.

## Vloot
De vloot van Bukovyna Aviation Enterprise bestaat uit (mei 2014):
- 2 McDonnell Douglas MD-83
- 5 McDonnell Douglas MD-82

Oude vliegtuigen:
- 1 Tupolev TU-134a (inactief)
- 3 McDonnell Douglas MD-82
- 3 McDonnell Douglas MD-88